# Hawa Cissoko
Pour les articles homonymes, voir Cissoko.
Hawa Cissoko, née le 10 avril 1997 à Paris, est une footballeuse internationale française, qui possède aussi la nationalité malienne. Elle évolue au poste de défenseure centrale au Parma Calcio 1913.

## Carrière

### Carrière en club
Hawa Cissoko évolue jusqu'en juin 2012 au Solitaires Paris Est FC puis rejoint le Paris Saint-Germain, jouant alors dans les équipes de jeunes. Elle fait ses débuts en première division lors de la saison 2014-2015.
Elle signe à l'Olympique de Marseille à l'été 2017.
Elle rejoint en juillet 2018 l'ASJ Soyaux.
En 2020, elle signe à West Ham en Women's Super League.
En 2024, elle annoncé son départ de West Ham United. Elle joua un rôle crucial en aidant le club à éviter la relégation.

### Carrière en sélection
Elle compte 21 sélections avec l'équipe de France des moins de 19 ans entre 2015 et 2016, et sept sélections en équipe de France des moins de 20 ans en 2016.
Elle remporte le championnat d'Europe des moins de 19 ans 2016 puis atteint la finale de la Coupe du monde des moins de 20 ans 2016.
Après 3 matchs en équipe de France B en mars et avril 2017, elle connaît sa première sélection en équipe de France le 18 septembre 2017 dans une rencontre amicale face à l'Espagne.
En octobre 2021, elle est à nouveau convoquée en équipe de France pour les éliminatoires de la Coupe du monde 2023.
En 2022, elle fait partie des 23 sélectionnées pour disputer le Championnat d'Europe en Angleterre.

## Vie privée
Hawa Cissoko prend la décision en janvier 2021 de porter le hijab, en le retirant pendant les matches. C'est la première footballeuse professionnelle à porter le voile. La même année, elle décide pour la première fois d'observer le Ramadan avant la fin de la saison.

## Palmarès
- Vainqueur du championnat d'Europe des moins de 19 ans en 2016 avec l'équipe de France des moins de 19 ans
- Finaliste de la Coupe du monde des moins de 20 ans en 2016 avec l'équipe de France des moins de 20 ans